# Balacha decorata
Balacha decorata är en insektsart som beskrevs av Cavichioli et Sakakibara 1988. Balacha decorata ingår i släktet Balacha och familjen dvärgstritar. Inga underarter finns listade i Catalogue of Life.